# Manatí (Puerto Rico)
Manatí és un municipi de Puerto Rico situat a la costa nord de l'illa, també conegut amb els noms de Ciudad Metropolitana i La Atenas de Puerto Rico. Confina al nord amb l'oceà Atlàntic; al sud amb Ciales i Morovis; a l'est amb Vega Baja; i a l'oest amb Barceloneta i Florida. Forma part de l'Àrea metropolitana de San Germán-Cabo Rojo.
El municipi està dividit en 9 barris: Bajura Adentro, Bajura Afuera, Coto Norte, Coto Sur, Manatí Pueblo, Río Arriba Poniente, Río Arriba Saliente, Tierras Nuevas Poniente i Tierras Nuevas Saliente. Manatí va ser fundat l'any 1738, per Don Pedro Menéndez de Valdés. Va ser el novè poblat en ser oficialitzat per la corona espanyola a Puerto Rico.

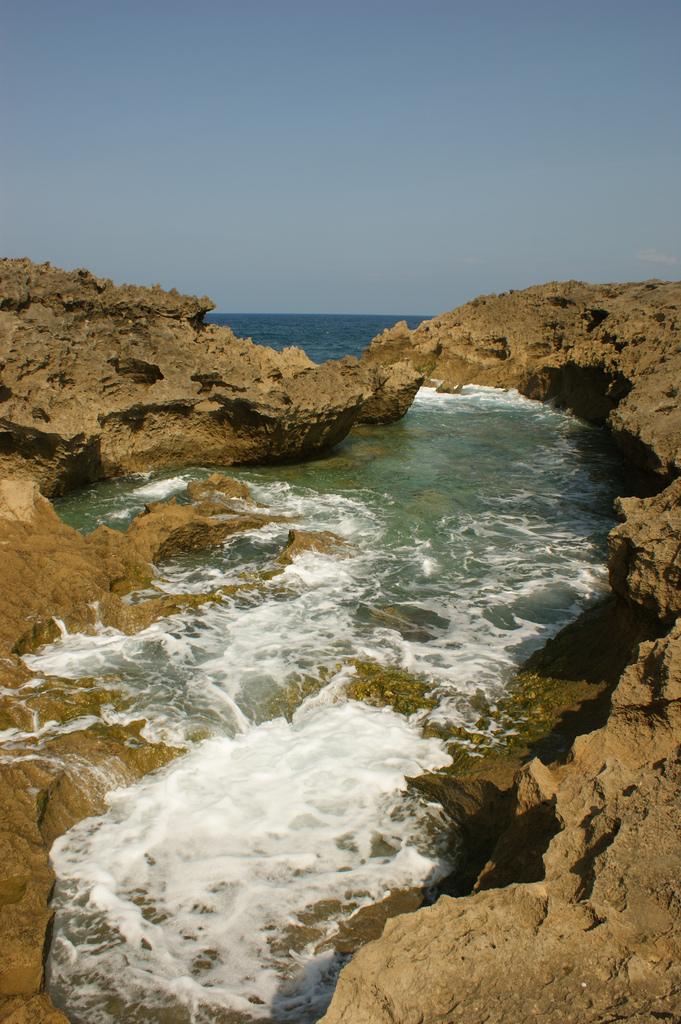
zona de la platja Mar Chiquita, a Manatí